# Територија
Територија је ограничени део тврде Земљине површине са њеним природним и антропогеним особинама и ресурсима. Карактерише се површином, географским положајем и другим својствима. Квалификована на одређен начин, добија својство таксона.